# Barbara Bollier

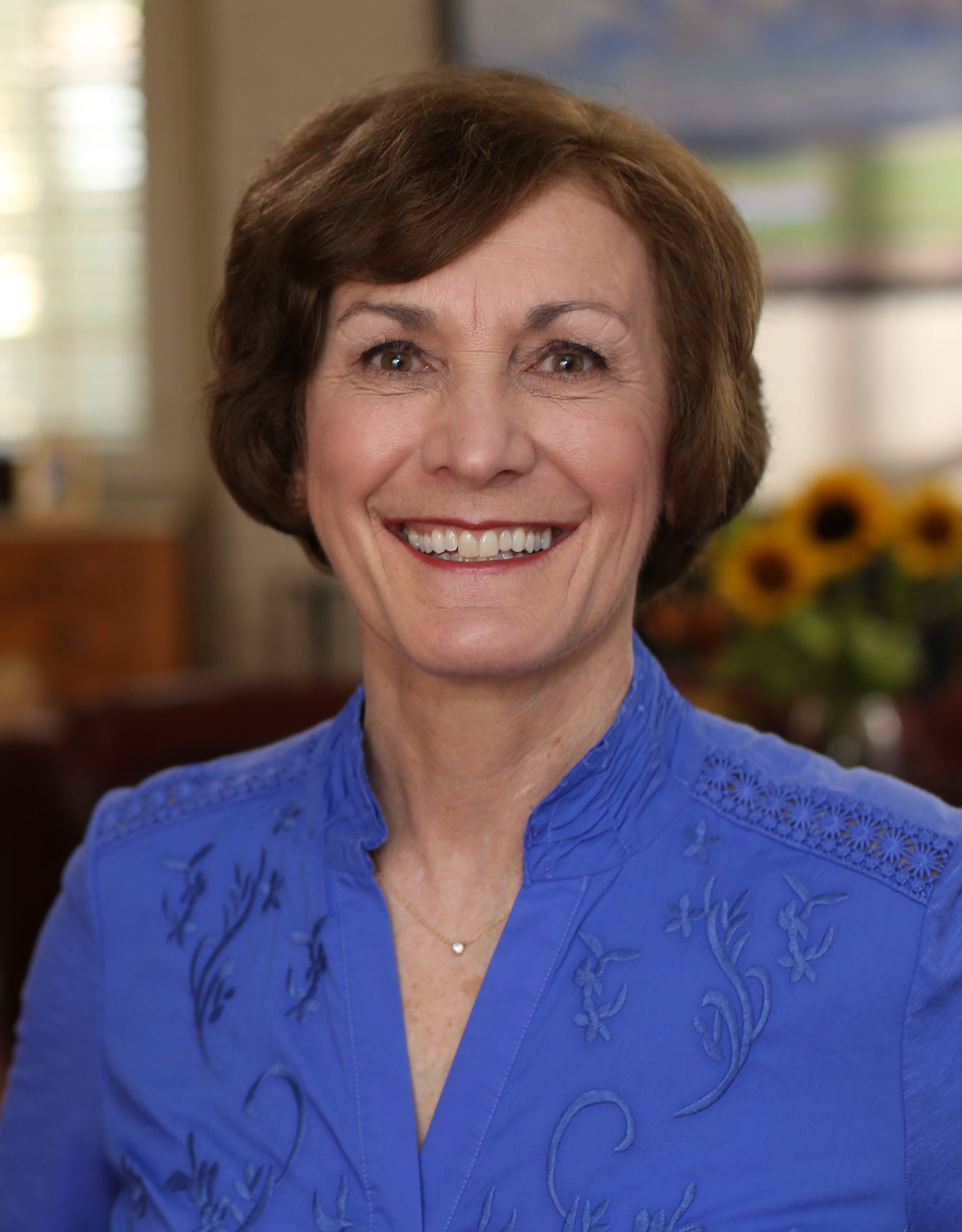
Barbara Bollier

Barbara Golsbee Bollier (geboren am 13. Januar 1958 in Galveston, Texas) ist eine amerikanische Politikerin. Sie ist seit 2017 Mitglied im Senat von Kansas, nachdem sie zuvor ab 2010 dem Repräsentantenhaus von Kansas angehört hatte. Im Dezember 2018 wechselte sie von den Republikanern zu den Demokraten.

## Familie, Ausbildung und Beruf
Bollier ist die Tochter der Krankenschwester Betty Hauck und des Anästhesisten Robert L. Goolsbee. Sie wuchs in Kansas in den Städten Fairway und Mission Hills auf und besuchte die örtlichen öffentlichen Schulen. An der University of Kansas in Lawrence nahm sie das Studium der Humanbiologie auf, das sie 1980 mit dem Bachelor of General Studies abschloss, und studierte dann Medizin an der School of Medicine der University of Kansas in Kansas City, die sie 1984 mit dem Doctor of Medicine verließ.
Ab 1984 arbeitete Bollier als Anästhesistin. Bis 1987 war Bollier Angestellte in der Abteilung für Anästhesie des Baylor College of Medicine, bis 2000 war sie Anästhesistin am Surgicenter in Kansas City. Sie war zeitweilig Dozentin an der Kansas University of Medicine, Delegierte der American Society of Anesthesiologists und deren Präsidentin auf Bundesstaatsebene.
Die aktive Presbyterianerin lebt in Mission Hills. Mit ihrem Mann René, einem Allgemeinmediziner, hat sie eine Tochter und einen Sohn.

## Politische Laufbahn

### Bundesstaatsabgeordnete
Von 2010 bis 2013 vertrat Bollier im Repräsentantenhaus von Kansas den 25. Wahlbezirk und von 2013 bis 2017 den 21. Wahlbezirk. 2016 stellte sie sich zur Wahl für das Oberhaus der State Legislature, den Senat von Kansas. Sie gewann im 7. Wahlbezirk, der Teile der Metropolregion Kansas City mit Overland Park im Johnson County umfasst, mit 54,3 Prozent der Stimmen. Seit Januar 2017 gehört sie dem Bundesstaatssenat an und war zeitweilig stellvertretende Vorsitzende des Gesundheitsausschusses.
Bollier unterstützte die Demokratin Laura Kelly vor der Gouverneurswahl 2018 gegen den für Rechtsaußenpositionen bekannten republikanischen Kandidaten Kris Kobach und kündigte an, dem Demokraten Tom Niermann im Wahlkampf gegen den Republikaner Kevin Yoder im 3. Kongresswahlbezirk des Bundesstaates zu helfen. Ihre Partei entzog ihr daraufhin im Juli 2018 die Führungspositionen im Parlament.

### Parteiwechsel
Am 12. Dezember 2018 wechselte sie zur Demokratischen Partei. Dabei nannte die als politisch moderat geltende Bollier als Gründe die ablehnende Haltung der Republikaner gegenüber LGBTQ und zur Finanzierung von K-12-Schulen. Als weiteren Grund für ihren Wechsel gab sie die Weigerung der Republikanischen Partei in Kansas an, politische Entscheidungen umzusetzen, die sie als common sense bezeichnet – wie das vom Bund finanzierte Angebot, die staatliche Gesundheitsvorsorge Medicare auf Bundesstaatsebene auszuweiten.

### Kandidatur für den US-Senat 2020
Bei der Wahl zum Senat der Vereinigten Staaten im November 2020 kandidierte sie für ihre neue Partei um die Nachfolge des langjährigen republikanischen US-Senators Pat Roberts. Sie unterlag jedoch dem republikanischen Kongressabgeordneten Roger Marshall mit 41,79 % zu 53,22 % der abgegebenen Stimmen.